# نعیمه (یمن)
 نعیمه  نام روستای است در بایهٔ کوه (جبل عقبة اب)، 
در ناحیهٔ (الذهوب)، از توابع استان بیضاء در کشور یمن در شبه جزیره عربستان. 
جمعیت آن ۳۵۹ نفر (۱۱ خانوار) می‌باشد.
در این باب شاعر معروف قرن یاز دهم می‌سراید:
کم بائس ذی افتقار 
فی اب لافی نعیمه